# Gunnar Eriksson
Krång Erik Gunnar Eriksson (ur. 13 września 1921 w Östnor, zm. 8 lipca 1982 w Mora) – szwedzki biegacz narciarski, dwukrotny medalista olimpijski oraz złoty medalista mistrzostw świata.

## Kariera
Jego olimpijskim debiutem były igrzyska olimpijskie w Sankt Moritz w 1948 roku. Wspólnie z Nilsem Östenssonem, Martinem Lundströmem i Nilsem Täppem zdobył złoty medal w sztafecie 4 × 10 km. Ponadto wywalczył brązowy medal w biegu na 18 km techniką klasyczną, ulegając jedynie dwóm swoim rodakom: zwycięzcy Lundströmowi i drugiemu na mecie Östenssonowi. Cztery lata później, podczas igrzysk olimpijskich w Oslo w swoim jedynym starcie, w biegu na 50 km zajął 12. miejsce.
W 1950 roku wystartował na mistrzostwach świata w Lake Placid zdobywając złoty medal na dystansie 50 km stylem klasycznym. Pozostałe miejsca na podium również zajęli Szwedzi, srebrny medal zdobył Enar Josefsson, a brązowy Nils Karlsson. Na kolejnych mistrzostwach świata Eriksson już nie startował.

## Osiągnięcia

### Igrzyska olimpijskie
| Miejsce | Dzień       | Rok  | Miejscowość  | Konkurencja             | Wynik   | Strata | Zwycięzca        |
| ------- | ----------- | ---- | ------------ | ----------------------- | ------- | ------ | ---------------- |
| 3.      | 31 stycznia | 1948 | Sankt Moritz | 18 km stylem klasycznym | 1:13:50 | +2:16  | Martin Lundström |
| 1.      | 3 lutego    | 1948 | Sankt Moritz | Sztafeta 4 × 10 km      | 2:20:16 | -      | -                |
| 12.     | 20 lutego   | 1952 | Oslo         | 50 km stylem klasycznym | 3:33:33 | +22:12 | Veikko Hakulinen |

### Mistrzostwa świata
| Miejsce | Dzień    | Rok  | Miejscowość | Konkurencja             | Czas biegu | Strata | Zwycięzca        |
| ------- | -------- | ---- | ----------- | ----------------------- | ---------- | ------ | ---------------- |
| 13.     | 3 lutego | 1950 | Lake Placid | 18 km stylem klasycznym | 1:06:16    | +2:33  | Karl-Erik Åström |
| 1.      | 6 lutego | 1950 | Lake Placid | 50 km stylem klasycznym | 2:59:05    | -      | -                |